# Miconia hymenanthera
Miconia hymenanthera är en tvåhjärtbladig växtart som beskrevs av José Jéronimo Triana. Miconia hymenanthera ingår i släktet Miconia och familjen Melastomataceae. Inga underarter finns listade i Catalogue of Life.